# Peltonyxa pubescens
Peltonyxa pubescens là một loài bọ cánh cứng trong họ Trogossitidae. Loài này được Blackburn miêu tả khoa học năm 1891.